# Шерекей
Шереке́й (рос. Шерекей, марій. Шереке) — присілок у складі Гірськомарійського району Марій Ел, Росія. Входить до складу Кузнецовського сільського поселення.

## Населення
Населення — 128 осіб (2010; 157 у 2002).
Національний склад (станом на 2002 рік):
- гірські марійці — 86 %